# Adam Lopez
Adam Lopez Costa plus connu sous le nom d’Adam Lopez (né le 26 août 1972 à Brisbane en Australie) est un musicien pop, un entraîneur vocal, et choriste. Il est connu pour sa grande capacité à produire des notes extrêmement aiguës et pour son ambitus de 6 octaves, allant de l'Eb2 à l'Eb8. Il est actuellement détenteur du record mondial auprès du Guinness des records pour la plus haute note vocale, C#8, c’est-à-dire un demi-ton au-dessus de la note la plus aiguë d’un grand piano soit 4435 Hz[réf. nécessaire].
Adam Lopez est le deuxième de trois garçons nés de parents espagnols, Manuel Jésus Lopez et Maria Del Rosario Costa Velasco eux-mêmes musiciens. Adam Lopez commence à chanter dès l’âge de 3 ans, Après le lycée il entre au Queensland conservatoire de musique à l’université Griffith en Australie, il passe 10 ans à développer sa voix. En plus de sa carrière en solo Adam a également été choriste pour Mariah Carey, Debelah Morgan, Keith Urban, Vanessa Amorosi et d'autres artistes australiens. Il a aussi travaillé dans la télévision et la radio.